# Institut Nansen
Pour les articles homonymes, voir Nansen.

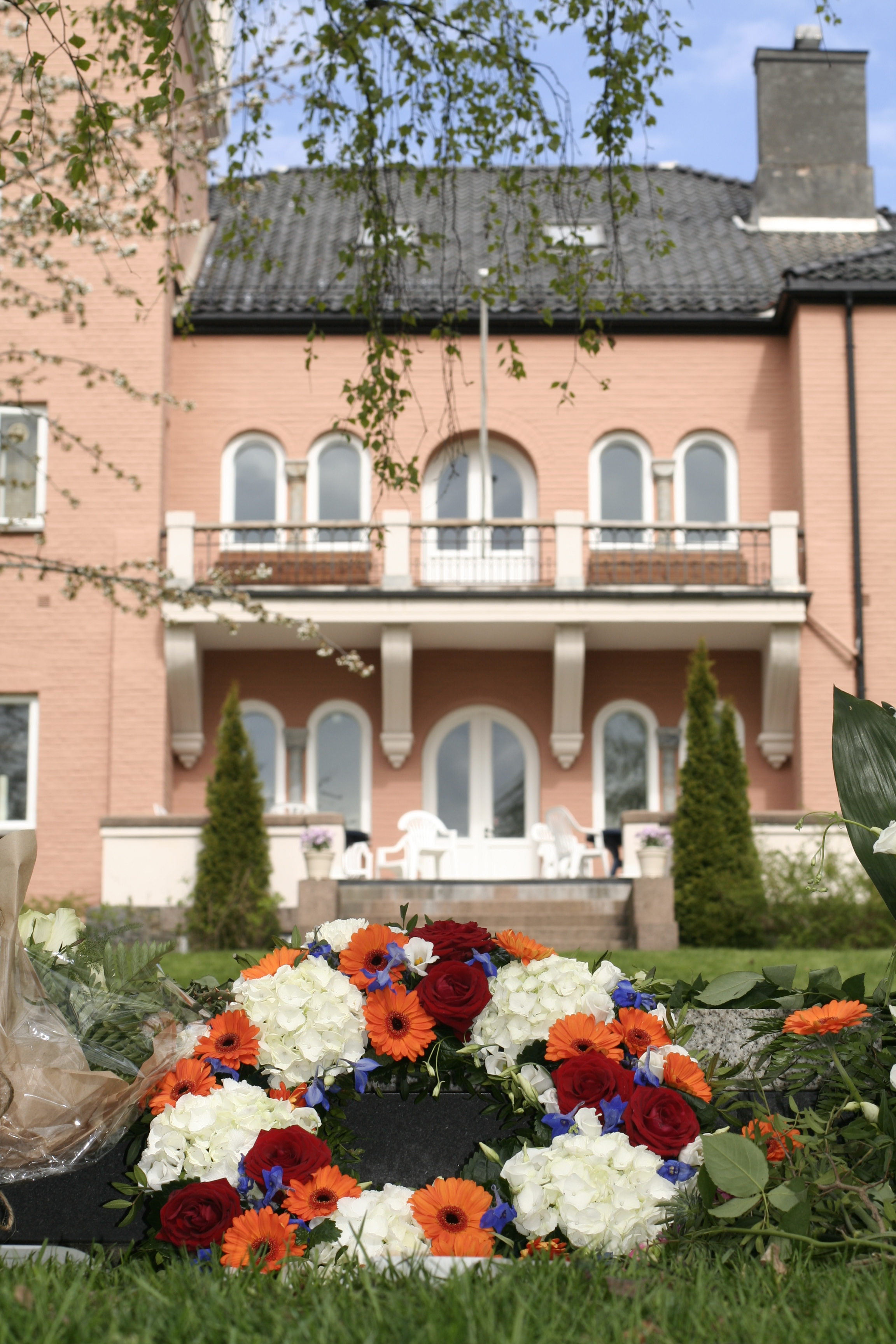
La tombe de Fridtjof Nansen devant Polhøgda, son ancienne demeure qui abrite aujourd'hui l'institut.

L’Institut Nansen, en norvégien : Fridtjof Nansens Institutt, est une fondation norvégienne indépendante , créée en 1958, avec une approche multi-disciplinaire, engagée dans la recherche sur la gouvernance internationale, l'énergie et la politique de gestion des ressources.
Les principales disciplines sont la science politique et du droit international, mais des géographes, des économistes et des anthropologues font aussi partie du personnel. Les recherches sont axées autour de six points :
- la gouvernance mondiale et le développement durable ;
- les affaires maritimes et le droit de la mer ;
- la biodiversité et la biosécurité ;
- la politique polaire et russe ;
- l'énergie européenne et la politique de l'environnement ;
- l'énergie chinoise et la politique de l'environnement.

Il est nommé d'après l'explorateur polaire norvégien Fridtjof Nansen et est installé dans Polhøgda, une de ses anciennes demeures.